# Denice Denton
Denice Dee Denton (* 27. August 1959 in El Campo, Texas; † 24. Juni 2006 in San Francisco) war eine amerikanische Ingenieurin und Professorin für Elektrotechnik. Sie war die neunte Kanzlerin der University of California, Santa Cruz.

## Leben

### Kindheit und Studium
Denton erwarb einen Bachelor- und Master-Abschluss (1982) und einen Doktortitel (1987) in Elektrotechnik am Massachusetts Institute of Technology. Denton verbrachte zwei Sommer und ein akademisches Jahr in den späten 1970er und frühen 1980er Jahren bei Fairchild Semiconductor, wo sie unter anderem an der Entwicklung von statischen RAMs arbeitete. Nach ihrem Abschluss nahm sie eine Professur an der University of Wisconsin–Madison in der Abteilung für Computer- und Elektrotechnik an, die sich für ihre Arbeit auf dem Gebiet der Plasmabeschichtung und Polymerisation interessierte. Sie war die erste Frau, die eine Professur im Ingenieurwesen erhielt, und wurde schnell zur ordentlichen Professorin befördert.

### Karriere
Denton hatte akademische Positionen an der University of Massachusetts Lowell und der ETH Zürich inne. Im Jahr 1996 wurde Denton als Dekanin des College of Engineering und Professorin für Elektrotechnik an der University of Washington berufen. Sie war die erste Frau in den Vereinigten Staaten, die einen technischen Fachbereich an einer großen Forschungsuniversität leitete.
Denton erregte Aufmerksamkeit, als sie im Januar 2005 auf die Äußerung von Harvard-Präsident Larry Summers reagierte, dass einer der Gründe für den geringeren Erfolg von Frauen in der Wissenschaft in angeborenen Unterschieden zwischen den Geschlechtern liegen könnte. „Natürlich hat er das Recht, alles zu sagen, und natürlich gibt es biologische Unterschiede“, sagte Denton. „Einige von uns waren besorgt darüber, dass seine Hypothesen nicht auf den besten und neuesten wissenschaftlichen Arbeiten beruhten und von jedem auf diesem Gebiet widerlegt werden konnten“.

#### University of California
Denton war die erste offen homosexuelle und mit 45 Jahren die jüngste Person, die von UC-Präsident Robert Dynes zum Kanzler der University of California ernannt wurde.
Nach Dentons Tod wurde der Astronomie- und Astrophysikprofessor George Blumenthal zum amtierenden Kanzler ernannt und wurde damit am 19. September 2007 der zehnte Kanzler der Universität.

#### Gremien und Mitgliedschaften
Denton war Mitglied des Ausschusses des UC-Präsidenten zur Auswahl von Empfängern der National Medal of Science und des Ausschusses zur Auswahl von Empfängern des von der NSF gesponserten Alan T. Waterman Award. Sie war Fellow der American Association for the Advancement of Science, der Association for Women in Science und des Institute of Electrical and Electronics Engineers (IEEE). Sie war Mitglied des NSF Engineering Directorate Advisory Committee und Mitglied des Visiting Committee for the California Institute of Technology Division of Engineering and Applied Science. Denton war Vorsitzende des National Academy of Sciences/National Research Council (NAS/NRC) Board on Engineering Education. Neben vielen anderen Ämtern war sie Mitglied des NRC Committee on Advanced Materials and Fabrication Methods for Microelectromechanical Systems und des MIT's Advisory Board for Initiatives to Diversify the Professoriate. Denton war auch Mitglied des Verwaltungsrats der Silicon Valley Leadership Group und des Verwaltungsrats von Joint Venture Silicon Valley.

### Privatleben
Denton, die offen lesbisch war, wohnte in der Innenstadt von San Francisco mit ihrer Partnerin Gretchen Kalonji, einer Professorin für Materialwissenschaften. Am 24. Juni 2006, einen Tag nach Dentons Entlassung aus dem Langley Porter Psychiatric Institute, wo sie wegen Depressionen behandelt worden war, sprang sie aus dem Paramount, einem Hochhaus, in dem sie gemeinsam mit Kalonji wohnte, 33 Stockwerke in den Tod.

## Ehrung und Auszeichnungen
Danton erhielt zahlreiche Auszeichnungen:
- 2006: Maria Mitchell Women in Science Award, eine nationale Anerkennung für außergewöhnliche Leistungen zur Förderung der Chancen von Frauen und Mädchen in den Wissenschaften
- 2006: LGBTQ+ Educator of the Year Award von der National Organization of Gay and Lesbian Scientists and Technical Professionals (NOGLSTP)
- 1995: IEEE/HP Harriett B. Rigas Award
- 1995: ASEE George Westinghouse Award
- 1994: W. M. Keck Foundation Engineering Teaching Excellence Award
- 1994: Benjamin Smith Reynolds Teaching Award (University of Wisconsin-Madison)
- 1993: Eta Kappa Nu C. Holmes MacDonald Distinguished Young Electrical Engineer National Teaching Award
- 1991: American Society of Engineering Education AT&T Foundation Teaching Award
- 1990: Kiekhofer Distinguished Teaching Award (University of Wisconsin-Madison)
- 1987: National Science Foundation (NSF) Presidential Young Investigator Award.

Das Maseeh College of Engineering der Portland State University hat seinen Preis für die beste Ingenieurin nach Denton benannt.